# Ösbyträsks naturreservat
Ösbyträsks naturreservat är ett kommunalt naturreservat i Gustavsberg i Uppland. Reservatet ligger öster om den centrala delen av Gustavsberg, runt den tredelade sjön Ösbyträsk. Sjön har historiska anor från vikingatiden, då den fungerade som en väg mellan Baggensfjärden och Torsbyfjärden. Sjön är nio meter djup.

## Vegetation
I större delen av reservatet växer barrskog med hällmarkstallskog på höjderna. Ek och andra lövträd förekommer framför allt i den sydöstra delen.